# Jakob Haibel
Jakob Haibel   (Graz, 20 de juliol de 1762 - Đakovo, 24 de març de 1826) fou un compositor, cantant d'òpera (tenor) i mestre de cors austríac.
Al voltant de 1789, es va unir a la companyia Haibel Emanuel Schikaneder dels artistes en el Freihaus-Theater auf der Wieden. Un cop allà, va actuar en obres de teatre i va cantar en les òperes i altres produccions musicals. A mitjans de la dècada de 1790 va començar a compondre música incidental per a obres de teatre de la companyia i l'escriptura Singspiele. La seva primera banda sonora de la companyia era el ballet Le nozze disturbate, que es va estrenar el 1795 amb gran èxit. La companyia porta a terme el treball 39 vegades aquest any. Beethoven basa els seus 12 variacions sobre un Minuet a la Vigano WoO 68 (1795) en un aire de ballet.
En 1796, la seva òpera Der Tiroler Wastel es va estrenar al teatre amb excel·lents crítiques. El treball va ser el major èxit de Haibel i se li va donar 66 vegades aquest any i 118 vegades en total en el Freihaus-Theater. L'obra va ser posada en escena en una multitud d'altres teatres al llarg de la part austro-alemanya d'Europa i cap altra partitura original de Haibel mai ha igualat el seu èxit.
Haibel continuar component música per al teatre fins a la mort de la seva primera esposa Katharina (1768 - Viena, 14 de febrer, 1806). En la tardor de 1806 va deixar Viena per Diakowar.
(Djakovo), Eslavònia, i va passar allà la resta de la seva vida com a mestre de capella de la catedral. Investigacions recents han tret a la llum 16 misses escrites per Haibel durant aquest temps, es conserven a la col·lecció Kuhač al Nacionalna i Sveucilisna Knjižnica a Zagreb. Es va convertir en el cunyat pòstum de Mozart quan es va casar amb Sophie Weber, germana de Constanze, el 7 de gener de 1807. Després de la mort de Haibel en 1826, Sophie es va traslladar a Salzburg a viure amb la seva germana.